# Narros del Castillo
Narros del Castillo ist ein zentralspanischer Ort und eine Gemeinde (Municipio) mit 152 Einwohnern (Stand: 2024) in der Provinz Ávila in der Autonomen Region Kastilien-León. 

## Lage und Klima
Narros del Castillo liegt auf der Südseite der Sierra de Gredos in der Provinz Ávila in einer Höhe von ca. 955 m. 
Die Entfernung nach Ávila beträgt knapp 36 km (Fahrtstrecke) in südöstlicher Richtung. Durch den Norden der Gemeinde führt die Autovía A-50. Das Klima ist gemäßigt bis warm; der Regen (ca. 570 mm/Jahr) fällt mit Ausnahme der trockenen Sommermonate übers Jahr verteilt.

## Bevölkerungsentwicklung
| Jahr      | 1970 | 1981 | 1991 | 2001 | 2011 | 2021 |
| Einwohner | 550  | 343  | 316  | 238  | 186  | 160  |

## Sehenswürdigkeiten

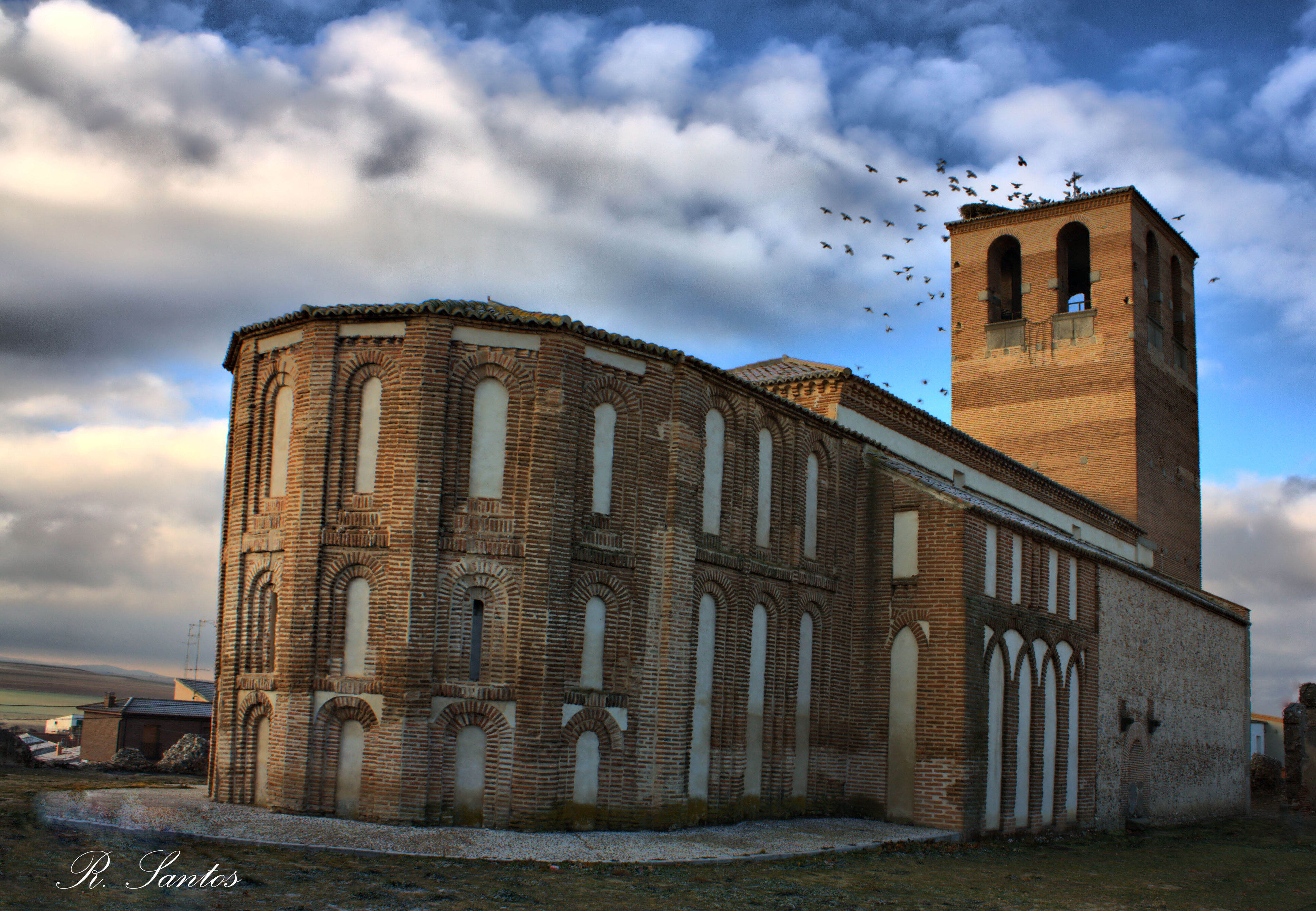
Johannes-der-Täufer-Kirche

- Johannes-der-Täufer-Kirche